# Каменецкий, Александр Петрович
Александр Петрович Каменецкий (5 марта 1902, Тирасполь, Херсонская губерния — 1980, Харьков) — молдавский советский композитор, дирижёр.

## Биография
В 1924—1926 годах учился в Одесском музыкально-драматическом институте, в капельмейстерских классах Московской пехотной школы (1926—1927), затем в Ленинградском центральном музыкальном техникуме по классу дирижирования (окончил в 1931 году). В 1931—1932 годах — заведующий учебной частью музыкального училища в Красноярске; одновременно играл в домбровом оркестре. С 1933 года — в Тирасполе, где играл в симфоническом оркестре (1933—1938), в 1939—1941 годах работал дирижёром и заведующим музыкальной частью Молдавского музыкально-драматического театра (в 1940 году переведённого в Кишинёв). В годы Великой Отечественной войны — на фронте. После демобилизации — вновь дирижёр и заведующий музыкальной частью Молдавского музыкального драматического театра в Кишинёве (1945—1957).
В 1957—1962 годах — музыкальный руководитель молдавского танцевального ансамбля «Жок», для которого поставил балет «Марийкино счастье» на либретто Леонида Корняну, а также несколько оперетт. С 1977 года жил в Харькове.
Среди сочинений для симфонического оркестра — «Молдавский эскиз» (1935), «Дойна» (1936), «Праздник в колхозе» (1936), «Жок и Оляндра» (1936), «Балетная сюита» (1952), «Сырба» (1957), «Поэма памяти жертв Освенцима» (1963), «Юбилейная увертюра» (1965), увертюра «Цвети, моя Молдова» (1965), «Фантастические танцы» (1973), «Молдавское каприччио» (1975), «Симфонические миниатюры» (1975), «Легенда» (1977); для скрипки и симфонического оркестра — «Молдавские напевы» (1976); для голоса и симфонического оркестра — баллада «Говорит мать» (сл. А. Геслера, 1957); для духового оркестра — «Молдавская сюита» (1966); для трубы и ансамбля духовых инструментов — «Песнь любви и радости» (1966); для тромбона и фортепиано — «Фантазия» (1966); для голоса и фортепиано — песня «Носите ордена» (слова Александра Коваля-Волкова, 1970). Автор песен на слова Л. Корняну («Дойна», «Молдовеняска», «Хора»), Ем. Букова и других молдавских поэтов; обработок молдавских народных песен для духового оркестра и для оркестра народных инструментов, обработок молдавских народных танцев.